# Hitchita
Hitchita és un poble dels Estats Units a l'estat d'Oklahoma. Segons el cens del 2000 tenia 113 habitants.

## Demografia
Segons el cens del 2000, Hitchita tenia 113 habitants, 44 habitatges, i 31 famílies. La densitat de població era de 363,6 habitants per km².
Dels 44 habitatges en un 27,3% hi vivien nens de menys de 18 anys, en un 63,6% hi vivien parelles casades, en un 4,5% dones solteres, i en un 27,3% no eren unitats familiars. En el 25% dels habitatges hi vivien persones soles el 15,9% de les quals corresponia a persones de 65 anys o més que vivien soles. El nombre mitjà de persones vivint en cada habitatge era de 2,57 i el nombre mitjà de persones que vivien en cada família era de 3,09.
Per edats la població es repartia de la següent manera: un 21,2% tenia menys de 18 anys, un 8,8% entre 18 i 24, un 25,7% entre 25 i 44, un 22,1% de 45 a 60 i un 22,1% 65 anys o més.
L'edat mediana era de 42 anys. Per cada 100 dones de 18 o més anys hi havia 93,5 homes.
La renda mediana per habitatge era de 20.536 $ i la renda mediana per família de 22.321 $. Els homes tenien una renda mediana de 18.750 $ mentre que les dones 12.500 $. La renda per capita de la població era d'11.695 $. Entorn del 14,3% de les famílies i el 22,6% de la població estaven per davall del llindar de pobresa.

## Poblacions més properes
El següent diagrama mostra les poblacions més properes.